# Liste der Kulturgüter in Buchs ZH
Die Liste der Kulturgüter in Buchs ZH enthält alle Objekte in Buchs im Kanton Zürich, die gemäss der Haager Konvention zum Schutz von Kulturgut bei bewaffneten Konflikten, dem Bundesgesetz vom 20. Juni 2014 über den Schutz der Kulturgüter bei bewaffneten Konflikten sowie der Verordnung vom 29. Oktober 2014 über den Schutz der Kulturgüter bei bewaffneten Konflikten unter Schutz stehen.
Objekte der Kategorie A sind im Gemeindegebiet nicht ausgewiesen, Objekte der Kategorie B sind vollständig in der Liste enthalten, Objekte der Kategorie C fehlen zurzeit (Stand: 1. Januar 2022). Unter übrige Baudenkmäler sind weitere geschützte Objekte zu finden, die im Verzeichnis der Objekte von überkommunaler Bedeutung der kantonalen Denkmalpflege zu finden und nicht bereits in der Liste der Kulturgüter enthalten sind.

## Kulturgüter
| Foto |                                                                                | Objekt                                                             | Kat. | Typ | Standort        | Beschreibung |
| ---- | ------------------------------------------------------------------------------ | ------------------------------------------------------------------ | ---- | --- | --------------- | ------------ |
| BW   | Datei hochladen · Wikidata zu Quarzsand Bergwerk Buchs (Q29932517)             | Chrästel, neuzeitliches ehemaliges Quarzsandbergwerk KGS-Nr.: 7413 | B    | F   | 676533 / 256907 |              |
| ja   | Datei hochladen · Wikidata zu Römischer Gutshof mit Kryptoportikus (Q17041696) | Mühleberg, römischer Gutshof mit Kryptoportikus KGS-Nr.: 7414      | B    | F   | 675140 / 257268 |              |

## Übrige Baudenkmäler
| ID                 | Foto |                 | Objekt                                                 | Kat.    | Typ | Standort                               | Beschreibung |
| ------------------ | ---- | --------------- | ------------------------------------------------------ | ------- | --- | -------------------------------------- | ------------ |
| 08300197           | ja   | Datei hochladen | Ehemaliger Bahnhof Buchs-Schwenkelberg, heute Wohnhaus | B reg.  | G   | Dielsdorferstrasse 9 675542 / 257092   |              |
| 08300240           |      | Datei hochladen | Ehemaliges reformiertes Pfarrhaus                      | B reg.  | G   | Oberdorfstrasse 16 675329 / 256904     |              |
| 08300242           | ja   | Datei hochladen | Reformierte Kirche                                     | B kant. | G   | Oberdorfstrasse 20 675355 / 256928     |              |
| 08300245           | ja   | Datei hochladen | Ehemaliges Primarschulhaus                             | B reg.  | G   | Oberdorfstrasse 17 675312 / 256942     |              |
| 08300247           |      | Datei hochladen | Mühle, Speicher                                        | B reg.  | G   | bei Oberdorfstrasse 11 675290 / 256962 |              |
| 08300249           | ja   | Datei hochladen | Mühle, Mühlegebäude                                    | B reg.  | G   | Oberdorfstrasse 11 675267 / 256933     |              |
| 08300253           | ja   | Datei hochladen | Primarschulhaus Dorf mit Nebengebäude                  | B reg.  | G   | Oberdorfstrasse 7 675255 / 256876      |              |
| 08300257           |      | Datei hochladen | Bauernhaus                                             | C       | G   | Oberdorfstrasse 1 675285 / 256834      |              |
| 083ZUSA00253_bei_1 |      | Datei hochladen | Nebengebäude des Primarschulhauses Dorf                | B reg.  | G   | Oberdorfstrasse 7 675238 / 256881      |              |

Legende: Im Wesentlichen siehe Legende der Liste der Kulturgüter von nationaler und regionaler Bedeutung, mit folgenden Ausnahmen:
- Anstelle der KGS-Nummer wird als Objekt-Identifikator (ID) die Inventarnummer im Verzeichnis der Objekte von überkommunaler Bedeutung des kantonalen Denkmalschutzamtes verwendet.
- Bei den Kategorien wird wie folgt unterschieden: B kant. = Objekt von kantonaler Bedeutung (Kanton Zürich); B reg. = Objekt von regionaler Bedeutung (Kanton Zürich).